# لاين أوكونيل
لاين أوكونيل (بالإنجليزية: Iain O'Connell)‏ هو مدرب كرة قدم ولاعب كرة قدم بريطاني في مركز الدفاع، ولد في 9 أكتوبر 1970 في ساوثند أون سي في المملكة المتحدة. لعب مع نادي ساوثيند يونايتد.